# Hrozyntsi
Hrozyntsi (ukrainien : Грозинці) est un village du raïon de Tchernivtsi l’oblast de Tchernivtsi, en Ukraine. Jusqu'au 18 juillet 2020, Hrozyntsi appartenait au raïon de Khotyn (en). Ce raïon a été supprimé en juillet 2020 dans le cadre de la réforme administrative de l'Ukraine, qui a réduit à trois le nombre de raions de l'oblast de Tchernivtsi. La région du raïon de Khotyn a été fusionnée avec le raïon de Dnistrovskyi,. Cependant, Hrozyntsi, ainsi que Kolinkivtsi (en) et Bochkivtsi (en), appartenaient à la hromada rurale de Toporyvtsi, basée dans le raïon de Novosselytsia. Après la réforme, ces villages ont été transférés au raion de Tchernivtsi.

## Personnalités liées
- Ivan Snigour